# انقطاع الحيض
اِنْقِطاع الحَيْضِ، أو الضَهَى، هو انقطاع نزول دم الحيض عند المرأة البالغة. ويحدث بشكل طبيعي خلال فترة الحمل والإرضاع، وتعتبر الرضاعة من الأشكال الأولية لموانع الحمل الطبيعية والتي تعرف باسم طريقة منع الحمل من خلال انقطاع الحيض، أما في سنوات عدم القدرة على الإنجاب فينقطع الحيض وذلك خلال مرحلة الطفولة ومرحلة اليأس.
انقطاع الحيض هو أحد الأعراض الذي يمكن أن يكون له العديد من الأسباب:
انقطاع الحيض الأولي (قبل حدوث الحيضة الأولى) وهذا غالبًا ما يكون بسبب وجود عيب خلقي كعدم وجود الرحم (خلقيًا) أو أحسن نقول: عدم قدرة المبيض على إنتاج البويضة الأنثوية أو الحفاظ عليها بالإضافة إلى أن التأخر في تطور تغيرات البلوغ يؤدي إلى انقطاع الحيض الأولي. ويمكن تعريف ذلك بغياب الصفات الثانوية المميزة للجنس في الأنثى عند عمر 14 سنة مع غياب الحيضة الابتدائية أو وجود الصفات الثانوية المميزة للجنس في الأنثى وغياب الدورة الابتدائية في عمر 16 عاما.
انقطاع الحيض الثانوي ذلك عند (انقطاع الحيض بعد حدوث الحيضه الابتدائية) وهو ما يحدث عادة بسبب اضطراب هرموني تحت تأثير منطقة المهاد والغدة النخامية وقد يحدث هذا أيضًا عند بلوغ سن اليأس المبكر، أو في حال وجود ندبة في غشاء بطانة الرحم. انقطاع الحيض الثانوي عند انقطاع دم الحيض للمرأة في سن الإنجاب لمدة 3 أشهر أو لمدة 9 أشهر وذلك للمرأة في سن الإنجاب والتي لديها تاريخ مسبق في عدم انتظام الحيض.

## التاريخ والمصطلح الطبي
ظهر المصطلح الطبي من اللفظ اليوناني : للنفي a=، شهرmen= ،تدفق rohia= ،هذا ما ينتج لنا المصطلح الطبي amenorrheal وamenorrheic. وهي الحالة المنافية لتدفق الدم الطبيعي عند المرأة شهريا. قديما وفي مجتمعات ما قبل النهضة الصناعية، يحدث الحيض عادة للمرأة في سنين متأخرة نسبيا من العمر مقارنه مع حدوث الحيض للمرأة في عصر النهضة الصناعية. بعد حدوث الحيض، يتوقف الحيض في أغلبية النساء بشكل طبيعي إما نتيجة الحمل أو الإرضاع. الانخفاض في سن الحيض (البلوغ) والخصوبة في عصور ما قبل النهضة الصناعية يدل على أن المرأة في عصر النهضة أكثر خصوبة من ذي قبل..

## أقسام انقطاع الحيض
ينقسم انقطاع الحيض إلى قسمين رئيسين أولي وثانوي أو يقسم اعتمادا على الوظيفة (المقصورات). ويعتمد التقسيم الثاني على حالة الهرمون التي تعاني منها الحالة سواء كان ذلك انخفاضا، انعداما، أو ارتفاعا في نسبة الهرمونات التناسلية الأنثوية (المعنى أن معدل هرمون FSH الذي يعمل على استثارة التبييض في بداية حدوث الحيض إما منخفض أو طبيعي أو مرتفع).

### عمر البدء
هناك نوعان من أنواع انقطاع الحيض أولي وثانوي، الانقطاع الأولي للحيض يحدث في عمر 16 سنة مع حدوث تغيرات البلوغ قبل ذلك، أو في سن 14 عاما بالإضافة لعدم ظهور أي صفات جنسية ثانوية عليها مثل ظهور الثدي وشعر العانة وهذا يدل على عدم وجود أي علامات أوليه للبلوغ ويندرج أيضا تحت نطاق انقطاع الحيض الأولي.
انقطاع الحيض الثانوي: وذلك عند توقف نزول الدورة لمدة 3 أشهر في المرأة ذات عادة شهرية منتظمة أو 9 أشهر في المرأة غير منتظمة الحيض. كما يحدث ذلك أيضا في المرأة في عمر 55-45. انقطاع الدورة يسبب عاده آلام شديدة في أسفل الظهر قرب منطقة الحوض والعمود الفقري، وهذه الآلام لا تعالج ولكن تخفف من حدتها بإعطاء نسبة من البورجسترون تساعد في نزول الحيض..

#### انقطاع الحيض الأولي
1. الاضطراب الجيني للهرمونات التناسلية. ويتضمن متلازمة تيرنر.
2. اضطراب الجين مايليران (متلازمة مايرفون روكتان سكاي)
3. متلازمة حساسية الاندروجين
4. التأخر في بلوغ الغدة النخامية ونضج منطقه المهاد.
5. النمو الشاذ للأعضاء التناسلية، متلازمة كال مان.
6. انسداد المهبل، عدم انثقاب غشاء البكارة.
7. استقبال غير صحيح للهرمونين FSH، LH
8. نوع معين من التضخم الخلقي للغدة الكظرية.
9. متلازمة سوير
10. اضطراب جيني في هضم سكر الجلاكتوز.
11. نقص اروماتيز.
12. متلازمة برادير ويلي.
13. الخنوثة(وتظهر تقريبا 1 في كل 150.000 حالة ولادة)
14. حالات أخرى من الازدواج العضوي الجنسي.

#### انقطاع الحيض الثانوي
- 1.	الحمل
- 2.	انعدام التبييض
- 3.	انقطاع الحيض في سن اليأس
- 4.	انقطاع سن اليأس المبكر
- 5.	قصور في وظائف الغدة النخامية ومنطقه المهاد وتتضمن:

1. •	انقطاع الدورة الرياضي، له علاقة بالنشاط الجسدي.
2. •	انقطاع الدورة العصبي.
3. •	اضطراب النظام الغذائي وفقدان الوزن، (السمنة، انقطاع الشهية العصبي، أو الشره المرضي)

- 6.	 ارتفاع مستوى هرمون الحليب (نسبه عالية جدا من هرمون البرولاكتين)
- 7.	متلازمة التكيس المتعدد في المبيض (PCO-S).
- 8.	الاندروجين المنتج للأورام مثل (ورم المبيض الناتج من الاندروجين)
- 9.	الالتصاق في الرحم (متلازمة أشرمان)
- 10.	خلل في وظائف الغدة الدرقية.
- 11.	الصباغ الدموي.
- 12.	سوء استخدام الأدوية (المخدرات).

### الخلل الوظيفي وحاله الهرمونات
بالنظر إلى المحاور الإيجابية الأربعة التالية:
1. المسالك التدفقية، (الرحم، عنق الرحم، المهبل).
2. المبايض.
3. الغدة النخامية.
4. منطقه المهاد.

#### التغيرات غير الطبيعية التي تحدث للمسالك التدفقية
التغيرات التي تحدث في الجهاز التدفقي تميل إلى كونها تغيرات في معدلات ومستويات الهرمونات التناسلية ومستوى FSH هذا من شأنه الإيجاد بأن وظائف المحور الغدة النخامية ومنطقه المهاد والمبايض تعمل بشكل فعال. أسباب تشوهات المسالك التدفقية يتضمن عدم وجود الرحم أو وجود عائق في الجهاز التناسلي.

#### الخلل في هرمونات الغدة التناسلية
هرمون قوندال، المبيض عاده، غالبا ما تتعلق الخلل في وظائفه إلى ارتفاع هرمون FSH أو انقطاع الحيض المصاحب با ارتفاع هرمون الغدة التناسلية ومستوى FSH يكون مشابهه جدا للمستوى انقطاع الحيض في سن اليأس. وهذا يعني ان المبيض أو الجهاز التناسلي لا يستجيب للمحفزات من الغدة النخامية.

#### اضطراب الغدة النخامية
الخلل الجيني في الجهاز التناسلي أو انقطاع الحيض المبكر من الأسباب الممكنة اختبار الجين (الكروموسوم)
يظهر في العادة إذا كان هناك احتمال لانقطاع الحيض المبكر وذلك لارتفاع نسبة هرمون الغدة التناسلية.يلاحظ عند هؤلاء المرضى انخفاض مستوى هرمون الاستروجين وقد يحتاج هذا الانخفاض إلى العلاج.

#### الخلل الوظيفي في الغدة النخامية ومنطقه المهد
الخلل في كلا من الغدة النخامية ومنطقه المهاد يرتبط في انخفاض مستوى هرمون FSH والذي بالتالي يؤدي إلى انقطاع الحيض الناتج من انخفاض هرمون الغدة التناسلية. وبشكل عام، عدم كفاية الهرمونات يؤدي إلى تحفيز غير كافي للمبيض الذي يؤدي إلى عدم إنتاج كمية كافية من الاستروجين المحفز لبطانة الرحم، ثم انقطاع الحيض. بصفة عامة، النساء اللاتي لديهن انقطاع الحيض نتيجة انخفاض الهرمون التناسلي ذوات خصوبة عالية.

#### أسباب أخرى
ليست كل أسباب انقطاع الحيض تندرج تحت هذه الأسباب. فالمرضى الذين يعانون من تكيس المبيض قد يعانون أيضا من انقطاع الحيض. بعض الحالات قد تتضمن : اضطراب الغدة الدرقية، متلازمة كوشينغ وحالات أخرى من ارتفاع هرمون الاندروجين.

### أنواع معينه من انقطاع الحيض

#### انقطاع الحيض الرياضي
السيدات الرياضيات اللاتي يقمن بكمية كبيرة من الرياضة قد يكن عرضة للإصابة بانقطاع الحيض الرياضي، لسنوات ماضية ساد الاعتقاد بان مستويات الدهون في الجسم والمواد الكيميائية مثل (الاندروفين بيتا الكاتيكولامينات) المنخفضه في ذوات الاجسام الرياضية تؤثر على الهرمونات الجنسية البروجسترون والاستروجين، على كل حال، فان الدراسات الحديثة اثبتت انه لا يوجد أي اختلاف في مكونات المواد العضوية والهرمونيه داخل جسم المراه المنقطع عنها الحيض لسبب رياضي.بدلا من ذلك، فقد وجد ان أحد أسباب انقطاع الحيض هو قلت الطاقة. العديد من النساء اللواتي يقمن بممارسه مستويات عاليه من الرياضة لا يتناولون كمية كافيه من السعرات الحرارية لحرقها في صرف الطاقة وبالتالي تحافظ على وضعها الطبيعي للحيض. ثاني أخطر العوامل المسببه لانقطاع الحيض... فقدان العظام وهذا ما يكون نتيجه مرض هشاشه العظام أو نقص كثافته (الليونة) وهو عنصر ثالث من زياده نسبه مرض معروف يسمى متلازمه النساء الرياضيات. العنصران الاخران في هذة المتلازمه هما هشاشه العظام واضطرابات التغذية. التوعية والوقاية من شانها عاده تمنع الإصابة بهذا المرض للسيدات الرياضيات..

#### انقطاع الناتج عن سوء استخدام الأدوية أو المخدرات
بعض الأدوية وخاصة المساعدة في منع الحمل، وقد تسبب انقطاع الحيض في المرأة السليمة، قلة الحيض عادة ما تبدأ بعد وقت قصير من بداية العلاج وقد تستمر إلى عدة سنوات وقد تستمر حتى بعد توقف استخدام العلاج. وسائل منع الحمل الهرمونية والتي تحتوي على هرمون البروجسترون فقط مثل مايكرونور وهو مانع حمل يؤخذ عن طريق الفم، وخاصه في جرعات عاليه من المكونات مثل حقن دروبو- بروفيرا يكون انقطاع الحيض من الآثار الجانبية الشائعة له. الاستخدام الطويل والمستمر للموانع الهرمونيه المركبة أيضا من أسباب انقطاع الحيض.

## العلاج
يختلف العلاج على حسب الحالة، والقضية الرئيسية في ذلك، فقد يتم تعديل المشكلة بالجراحة إذا كان ذلك ملائما واستخدام العلاج بالاستروجين في حال كانت نسبه الاستروجين منخفضه. السيدات اللاتي لا توجد لديهن رغبة في الإنجاب فليس ضروريا إذا كان انقطاع الحيض لايؤثر على حالتها الصحية. إذا لم تحصل المرأة على بويضة خارجية أو تلقيح في المختبر فلن تقدر على الإنجاب طالما كانت منقطعة الحيض، من ناحية أخرى انقطاع الحيض في المرأة نتيجه الرياضة أو سوء استخدام الأدوية لا يؤثر في المدى البعيد على الخصوبة طالما كانت المعالجة ممكنه. والطرق المثلى لمعالجة انقطاع الحيض الرياضي هي انقاص كمية وكثافه التمارين الرياضية. وبالمثل لعلاج انقطاع الحيض نتيجه سوء استخدام الأدوية ينصح الطبيب عاده بتوقف الدواء المستخدم.

## وصلات خارجية
- Disability Online's amenorrhoea page
- Disability Online's athletic amenorrhoea page